# Uniwersytet w Tybindze
Uniwersytet w Tybindze, pełna nazwa: Uniwersytet Eberharda Karola w Tybindze (niem. Eberhard Karls Universität Tübingen) – uczelnia publiczna, której siedziba mieści się w Tybindze w Niemczech. Założona została w 1477 roku przez hrabiego Eberharda.
Uczelnia, będąca jednym z najstarszych uniwersytetów w Niemczech, kształci na 30 kierunkach prowadzonych w ramach 7 wydziałów. Obecnie studiuje na niej (wraz z kliniką uniwersytecką) 23 tysiące studentów pod opieką 10 tysięcy pracowników, w tym około 450 profesorów. Studenci stanowią jedną czwartą ludności miasta Tybingi.
Obecna nazwa upamiętnia fundatora – hrabiego Eberharda – oraz księcia wirtemberskiego Karola Eugeniusza, który w roku 1769 dołączył swoje imię do imienia założyciela uczelni. Dwa lata wcześniej książę nadał sobie godność Rector perpetuus i sprawował ten urząd aż do śmierci (w 1793).

## Wydziały
Wydziały nauk humanistycznych mieszczą się w rejonie staromiejskim, a nauk przyrodniczych na wzgórzu Morgenstelle.
Od 1 października 2010 istnieje siedem wydziałów:
- Wydział Teologii Ewangelickiej           (01)
- Wydział Teologii Katolickiej             (02)
- Wydział Prawa                            (03)
- Wydział Medycyny                         (04)
- Wydział Filozofii                        (05)
- Wydział Nauk Ekonomicznych i Społecznych (06)
- Wydział Matematyki i Nauk Przyrodniczych (07).